# تاريخ الأسلحة

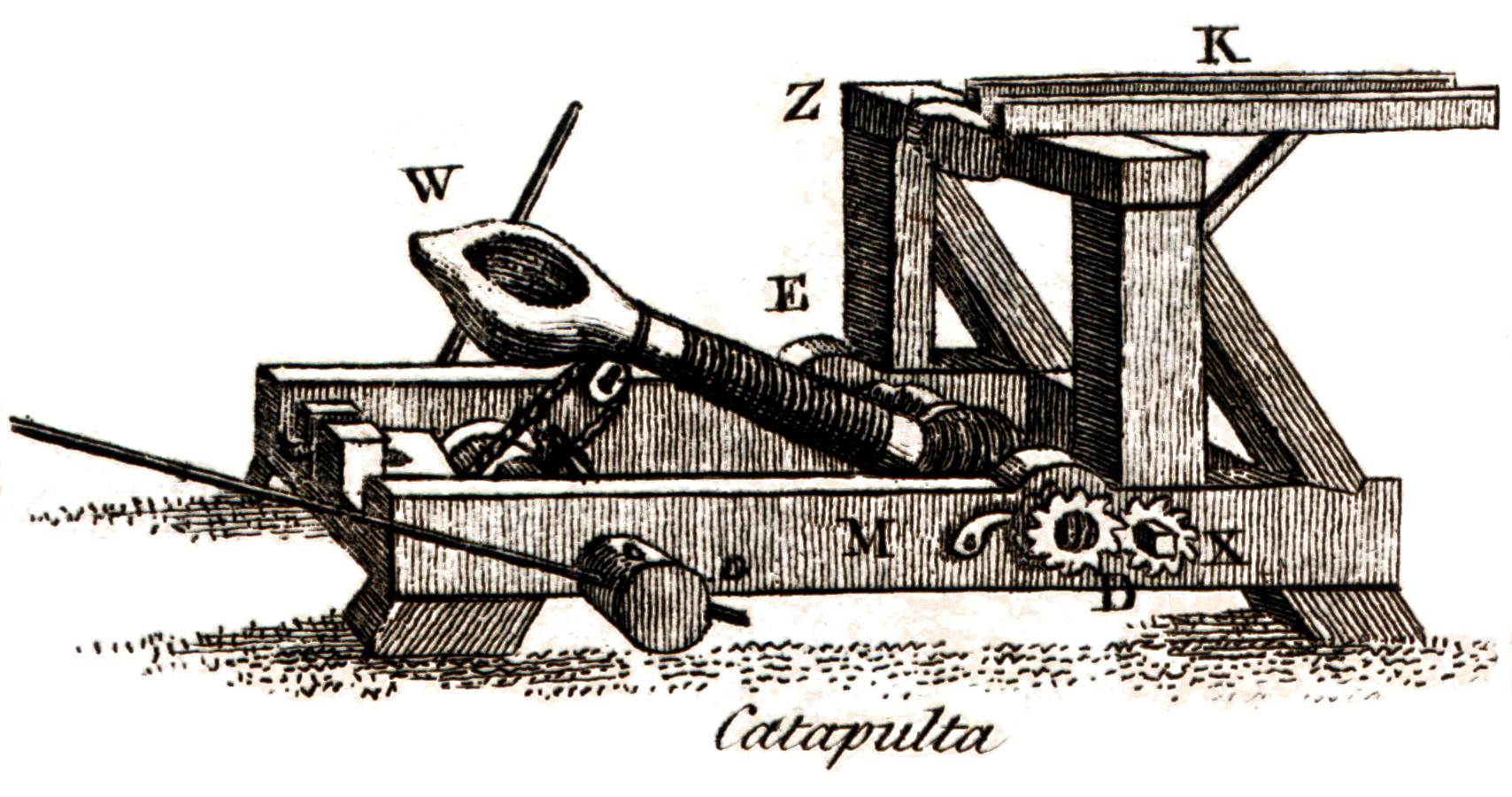
الأسلحة البدائية

استخدم الناس الأسلحة في الحروب والصيد والدفاع عن النفس وتطبيق القانون والأنشطة الإجرامية. تخدم الأسلحة كذلك الكثير من الأهداف الأخرى في المجتمع بما فيها استخدامها في الرياضات ومجموعات العرض والعروض والاستعراضات التاريخية. تغيرت الأسلحة مع تطور التكنولوجيا عبر التاريخ.
شملت الإبداعات الكبرى في تاريخ الأسلحة اعتماد المواد المختلفة –من الحجارة والخشب إلى مختلِف المعادن، والمواد الصناعية المعاصرة مثل البلاستيكيات– وتطوير أنماط مختلفة من الأسلحة لتلائم التضاريس أو لتدعم أو تجابه تكتيكات أرض المعركة والمعدات الدفاعية المختلفة.
استخدام الأسلحة محرك رئيس في التطور الثقافي والتاريخ البشري حتى يومنا هذا، نظرًا لكون الأسلحة نوعًا من أنواع الأدوات التي تُستخدم للهيمنة على عوامل مستقلة وإخضاعها مثل الحيوانات وبذلك تسمح بتوسيع المكانة الثقافية، بينما في الوقت نفسه، يمكن لمستخدمي الأسلحة الآخرين (أي العوامل مثل البشر والمجموعات والحضارات) التكيف مع أسلحة الخصم عبر التعلم وإطلاق عملية مستمرة من التحسين التكنولوجي والمهاري والمعرفي التنافسي (سباق التسلح).

## ما قبل التاريخ والعالم القديم
عندما اكتشف البشر موارد طبيعية جديدة تحت سطح الأرض، استُبدلت الأسلحة التقليدية مع تطور أساليب الأشغال المعدنية. ساهم البرونز مساهمة جسيمة في العالم القديم وساعد حضارات مثل بلاد الرافدين ومصر واليونان وروما والسند والصين على الازدهار. حل البرونز محل الحجارة في الأسلحة. كان الطلب على الهراوات الشائكة عاليًا في العصر البرونزي. كان السومريون أول شعب استخدم الأسلحة البرونزية في التاريخ. استخدم سكان أمريكا الأصليون الرماح والسكاكين الصوّانية في الغالب الأعمّ، لكنهم استخدموا البرونز في المراسم والزينة المعقّدة. سرعان ما اكتشف الحرفيون القدماء عيوب البرونز في إنتاج الأسلحة، مثل أنه وعلى الرغم من كون الأسلحة المصنوعة من البرونز سهلة الشحذ، هي عاجزة عن الحفاظ على شفرتها. إلى جانب الهراوات الشائكة، كانت الأقواس والسهام والمقاليع مستخدمة في الحروب. كانت الأقواس والسهام مفضلة عن الرماح لأن التعامل معها كان أسهل، وتوفر قدرًا أكبر من الحركة، وكانت أكثر دقة ولا تتطلب الكثير من المواد الخام. كانت الأقواس والسهام نعمة للصيادين ذلك أنهم تمكنوا من الصيد بصورة أكثر فعاليةً بالقوس والسهم من الرمح، وهكذا مكن القوس الإنسان القديم من الصيرورة الصياد الأكثر كفاءة. بعد اكتشاف النحاس الصرف في الأناضول، نحو 6000 ق.م، انتشر علم تعدين النحاس في مصر وبلاد الرافدين. انتشر فن التعدين في نحو 3500 ق.م إلى الهند والصين وأوروبا. استُخدم البرونز، وهو خليط من النحاس والقصدير، منذ عام 4500 ق.م، ذلك أنه أقسى بكثير من النحاس الصرف. استُخدم طويلًا في آسيا، وكان ازدهار حضارة وادي السند نتيجة للتعدين المتطور. كذلك استخدمت المجتمعات النيوليثية التي عاشت بصورة أساسية في منطقة النهر الأصفر العلوي في الصين المعدات البرونزية طويلًا، وقد استُخرج عدد من المشغولات في موقع ماهياياو. أُنتج البرونز على نطاق واسع في الصين من أجل الأسلحة، بما فيها الرماح وبلطات الحرب وبلطات الحرب الخنجرية والأقواس المُركبة والخوذ البرونزية أو الجلدية. من أعمال التنقيب في تشنغتشو، يبدو واضحًا أنه كان لدى الصينيين في عهد سلالة شانغ أسوار جيدة البناء، وأبنية الضخمة، ومسابك برونز، وورشات عمل للعظام والخزف.

### الرؤس الحجرية والأقواس والسهام
الرؤوس الحجرية واحدة من أقدم أشكال الأسلحة التي افترضها علماء الآثار، وتعود أقدم النماذج الباقية على الرؤوس الحجرية والتي تحمل دماء حيوانات عليها إلى نحو 64.000 عام من ناتال، في ما يعرف الآن بجنوب إفريقيا. كانت هذه السهام المبكرة رؤوسًا حجريةً فقط، وهو أمر مفيد على المواد العضوية لأنه يمكّن الأسلحة من قطع جلود أقسى والتسبب بجروح أكبر، أي القتل بصورة أسهل. لا يوجد حتى الآن أي دليل مباشر على وجود الأقواس في العصر الحديث الأقرب في إفريقيا، وتبقى الفرضية القائلة بأنه في وقت مبكر جدًا، كانت الحواف الحجرية تُستخدم لتشذيب السهام والنبال غير مدعومة بدراسات تتبع الاستخدام والأدلة السياقية. ما زالت بعض الملابسات المفترضة، مثل استخدام المثقاب القوسي، محيرة أيضًا.
وصلت الأقواس والسهام إلى أوروبا في أواخر العصر الحجري القديم، بين 9.000 – 11.000 تقريبًا، ويبدو أنها وصلت إلى الأمريكتين بحلول 6.000 ق.م على الأقل.

يعود تاريخ أقدم الأقواس الموجودة، من منطقة هولمغراد في الدنمارك، إلى نحو 6.000 ق.م. كانت الأقواس فعالة للغاية ضد الأعداء البعيدين عن الرامي، لذا كان الرماة مطلوبين في التجنيد للجيوش. عندما بدأ الناس بركوب الخيل في نحو 2500 ق.م، اختُرعت الأقواس المركّبة. في 1200 ق.م، أطلق الحيثيون، المنحدرون من الأناضول، السهام مستخدمين أقواسهم على عربات خفيفة. في 1000 ق.م، اخترع بعض من هؤلاء الرماة الخيالة من آسيا الوسطى القوس المنحني، الذي كان على شكل حرف «W» ويتمتع بمرونة مُحسّنة. استخدم شعب نهر النيل أقواسًا طويلة نسبيًا لدقة أفضل، واستخدموا كذلك الأقواس المركّبة. أنتجت الحضارات من مختلف أرجاء العالم أقواسًا بناء على كسائهم الخضريّ الخاص. صنع الصينيون الأقواس من عصي الخيزران في حين أنتج غيرهم مِن مَن لم يمتلكوا نوع الخشب المناسب لصناعة الأقواسِ الأقواسَ المركّبة. وفقًا للمعتقدات والميثولوجيا الصينية، ثمة قصة محكية ومكتوبة بالنص الصيني القديم تحكي عن الكيفية التي اختُرع القوس والسهم بها.
في قديم الزمان، خرج هوانغ دي للصيد متسلحًا بسكين حجرية، وفجأة، وثب نمرٌ من الألفاف، فتسلّق هوانغ دي شجرة توتٍ ليفرّ منه. ولكونه مخلوقًا جَلودًا، جلس النمرُ عند سفح الشجرة مترقبًا ما سيحدث بعد ذلك. رأى هوانغ دي أن خشب التوت مطواع، فقطع غصنًا بسكينه الحجري ليصنع منه قوسًا، ثم رأى كرمةً نامية على الشجرة، فقص منها مقدارًا ليجعله وترًا. رأى بعد ذلك بعض الخيزران بالقُرب وكان سويًا، فاقتطع قطعة ليخترع سهمًا. بقوسه وسهمه، رمى النمر وأصابه في عينه، فركض النمر مبتعدًا وهرب هوانغ دي.    

### السومريين والأكديين
كانت السومرية والأكدية أقدم الحضارات في جنوب بلاد الرافدين، العراق الحالي. كانت الأراضي المسكونة عرضة لهجمات الأعداء من طرف العديد من القبائل البربرية. كان المحاربون السومريون مجهزين بالرماح والهراوات الشائكة والسيوف والمقارع والمقاليع. كان سرجون الأكدي (2333 – 2279 ق.م) قائدًا عسكريًا عظيمًا واستخدم كلًا من المشاة والعربات. استخدمت قوات العربات كلًا من الرماح والأقواس والسهام التي أثبتت كفاءتها.